# Янка, Вальтер
Ва́льтер Я́нка (нем. Walter Janka; 29 апреля 1914, Хемниц, Королевство Саксония — 17 марта 1994[…], Потсдам) — немецкий драматург и издатель.

## Биография
Вальтер Янка родился в многодетной семье слесаря-инструментальщика Адальберта Янки. В 1920—1928 годах учился в народной школе, в 1928—1932 годах освоил профессию типографского рабочего. В 1930 году Вальтер Янка работал организационным и политическим руководителем отделения Коммунистического союза молодёжи Германии в Хемнице. После гибели брата Альберта Вальтер также был арестован и находился под следствием в Хемнице и Фрайбурге по обвинению в подготовке к совершению государственной измены. Отбывал наказание в тюрьме в Баутцене и концлагере Заксенхаузен. В 1935 году был выдворен в Чехословакию.
В 1936 году Янка выехал в Испанию и участвовал в боях Гражданской войны в составе батальона Тельмана. В 1937 году получил звание капитана и вскоре стал самым молодым майором в дивизии имени Карла Маркса в испанской народной армии. В битве при Эбро получил тяжёлые ранения. В Испании познакомился с Эрихом Мильке, будущим министром государственной безопасности ГДР.
После победы Франко Янка бежал во Францию, в 1939—1941 годах содержался в лагере для интернированных Верне. Вновь бежав, через Касабланку выехал в ноябре 1941 года в Мексику, где вместе с Паулем Меркером и Александром Абушем основал движение «Свободная Германия». В Мексике Вальтер Янка руководил основанным в 1942 году издательством El libro libre, в котором работала Анна Зегерс. В 1946 году Вальтер Янка возглавил руководство КПГ в Мексике.
По окончании Второй мировой войны в апреле 1947 года Вальтер Янка вернулся в Германию. В том же году женился на переводчице и давней спутнице жизни Шарлотте Шольц. У супругов родилось двое детей, Андре и Ивонн.
Некоторое время Вальтер Янка работал в правлении новой СЕПГ, в июле 1948 года вошёл в состав правления киностудии DEFA и 6 октября был назначен управляющим директором, но уже в 1949 году ушёл с должности.
В феврале 1950 года Вальтер Янка занял должность заместителя управляющего директора издательства Aufbau-Verlag, в 1953 году возглавил издательство. Янка планировал экранизацию романа Томаса Манна «Будденброки» в сотрудничестве с западными киностудиями. Он также хотел снять на DEFA фильм с Чарли Чаплином в главной роли и по этому вопросу встречался с актёром 18 мая 1954 года в Веве.
6 декабря 1956 года Вальтер Янка был арестован по обвинению в контрреволюционном заговоре и помещён в следственный изолятор в берлинском Хоэншёнхаузене. Проведя более полугода в заключении, 26 июля 1957 года Вальтер Янка был приговорён Верховным судом ГДР к пяти годам тюремного заключения в одиночной камере строгого режима за непосредственное участие в деятельности контрреволюционной группы и подстрекательстве к бойкоту. Под контрреволюционной группой подразумевался «Круг единомышленников», неформальная группа, известная также как группа Хариха. Вольфганг Харих, сотрудник издательства Aufbau-Verlag, уже приговорённый в марте 1957 года к десяти года тюремного заключения, выступил в процессе над Янкой в качестве главного свидетеля обвинения и существенно усугубил положение подсудимого. Некогда друзья, Янка и Харих с этого момента остались врагами на всю жизнь. Кроме Вальтера Янки в ходе показательных процессов к различным срокам тюремного заключения были приговорены Густав Юст, Рихард Вольф, Хайнц Цёгер.
Янка отбывал наказание в тюрьме в берлинском Лихтенберге, а с 1958 года — в тюрьме в Баутцене, где серьёзно заболел. 23 декабря 1960 года в ответ на многочисленные протесты международной общественности Вальтер Янка был досрочно освобождён из заключения. Оказавшись на свободе, Вальтер Янка некоторое время не мог найти работу, затем благодаря помощи Анны Зегерс устроился в студию озвучивания и позднее работал драматургом на киностудии DEFA. С 1950-х годов проживал в Клайнмахнове под Берлином. Янка работал над сценариями художественных фильмов, активно участвовал в производстве фильма «Гойя, или Тяжкий путь познания» (1971).
В 1972 году Вальтеру Янке вернули статус преследовавшегося нацистским режимом, он вновь вступил в СЕПГ. Фильм по его автобиографическому сценарию о событиях Гражданской войны в Испании «Поездка в Гранаду» так и не был снят. В 1973 году Вальтер Янка уволился с киностудии DEFA. В 1980-е годы Янка писал статьи, несколько раз ездил в ФРГ с докладами о пережитом во время Гражданской войны в Испании. В 1989 году был награждён орденом «За заслуги перед Отечеством» в золоте.
После политических перемен в ГДР в октябре 1989 года издательство Rowohlt Verlag опубликовало мемуары Вальтера Янки о времени его заключения «Сложности с правдой» («Проблема правды», Schwierigkeiten mit der Wahrheit), получившие большую популярность в ГДР. Приговор Верховного Суда ГДР 1956 года в отношении Янки был признан несостоятельным и отменён. Публикация также вызвала острую полемику между Янкой и Харихом.
16 декабря 1989 года Вальтер Янка был приглашён в президиум внеочередного съезда СЕПГ/ПДС. В 1990 году Янка был избран в совет старейшин при правлении ПДС, но вскоре разочаровавшись вышел из его состава. Похоронен на Лесном кладбище в Клайнмахнове.

## Сочинения
- Schwierigkeiten mit der Wahrheit. Essay, Rowohlt Taschenbuch Verlag, 1989, ISBN 3-499-12731-8
- Spuren eines Lebens, Berlin: Rowohlt 1991
- … bis zur Verhaftung. Erinnerungen eines deutschen Verlegers. Berlin, Weimar: Aufbau-Verlag 1993